# Stefano De Angelis
Stefano De Angelis (Roma, 23 maggio 1974) è un allenatore di calcio ed ex calciatore italiano, di ruolo difensore, tecnico del Birkirkara.
Nella sua carriera agonistica ha disputato 202 incontri in Serie B e 169 incontri in Serie C1.

## Carriera

### Giocatore
Inizia la carriera al Siracusa, per poi scendere di categoria nei dilettanti all'Acilia, dove viene notato dall'Ischia Isolaverde che lo acquista nel 1993. Milita nella squadra isolana fino al 1997, quando passa tra le file del Gualdo, club con cui gioca altre due stagioni in terza serie.
Nel 1999 passa al Cosenza, club con cui milita due stagioni tra i cadetti.
La stagione 2001-2002 la gioca nel Cagliari, club con cui ottiene il dodicesimo posto della Serie B.
Nel 2002 torna al Cosenza, sempre tra i cadetti: con i silani retrocede in terza serie al termine della stagione.
Dal 2003 al 2005 gioca in Serie B con la Salernitana.
Nel 2005 passa al Genoa, club retrocesso nella Serie C1 2005-2006 che lo cederà nel mercato invernale al Catanzaro, club militante in Serie B. Con i calabresi retrocederà in terza serie al termine della stagione.
Nel 2006 passa all'Avellino, club appena retrocesso in terza serie. Con i campani ottiene la promozione al termine dei Play-off.
La stagione seguente, con i biancoverdi evita la retrocessione in terza serie grazie ad un ripescaggio.
La stagione 2008-2009 la gioca nella neonata Lega Pro Seconda Divisione tra le file dell'Aversa Normanna, club con cui ottiene il nono posto del Girone C.
La stagione seguente gioca in Serie D, tra le file dell'Avellino, club con cui ottiene la promozione in Lega Pro Seconda Divisione 2010-2011.
Conclude la carriera di calciatore in Eccellenza, nel 2011, quando a stagione in corso passa all'A.S.D. Città di Marino, conquistando la Serie D 2011-2012 grazie al raggiungimento della finale della Coppa Italia Dilettanti 2010-2011. Proprio all'A.S.D. Città di Marino De Angelis intraprende la carriera di allenatore nella stagione successiva.

### Allenatore
La sua carriera di allenatore comincia all'A.S.D. Città di Marino, in Serie D 2011-2012 in coppia con Angelo Rinaldi, subentrando a fine 2011 all'esonerato Stefano Mobili, conquistando la seconda posizione nel girone G dietro la Salernitana. Dal 19 luglio 2012 è allenatore del Rende, fino a che non viene rilevato da Bruno Trocini.
Per la stagione 2013-2014 viene nominato allenatore della formazione Berretti del Cosenza. Il 27 ottobre 2014, dopo l'esonero di Roberto Cappellacci, tecnico della prima squadra, viene chiamato a dirigere la formazione maggiore fino alla nomina del nuovo allenatore.
Il 30 ottobre 2014, entra nello staff tecnico di Giorgio Roselli con il ruolo di vice allenatore del Cosenza. Il 22 aprile 2015 vince come allenatore in seconda la Coppa Italia Lega Pro 2014-2015 con il Cosenza e a dicembre dell'anno successivo subentra a Giorgio Roselli, conquistando i play-off e arrivando in campionato fino ai quarti di finale.
Dall'agosto 2017 è l'allenatore della formazione Primavera del Bari con la quale raggiunge i quarti di finale della Coppa Italia Primavera 2017-2018 sconfitto dalla Roma e con cui raggiunge la semifinale del campionato nazionale Primavera 2 persa contro il Cagliari.
Il 23 agosto 2018, fa il suo ritorno al Cosenza come allenatore della Primavera, raggiungendo i quarti di finale di Coppa Italia Primavera persa contro l'Inter..
Il 4 giugno 2019 viene chiamato a guidare l'Avezzano Calcio in Serie D. Il 5 luglio, prima dell'inizio della preparazione, la trattativa si è interrotta di comune accordo tra il presidente della società, Luciano d'Alessandro, e lo stesso De Angelis.
Dal 13 gennaio 2020 è l’allenatore dell'ASD San Luca in Eccellenza Calabria con la quale centra la vittoria del campionato portando il club aspromontano a disputare, per la prima volta nella sua storia, il campionato di Serie D 2020-2021. Il 3 agosto si dimette per motivi personali, nonostante il 23 luglio avesse prolungato il suo contratto per un'altra stagione.
Dal 30 ottobre 2020 diventa l'allenatore dell'Ostia Mare in Serie D girone E. Una volta raggiunta la salvezza, le strade della società e del mister si dividono.
Nel Novembre 2021, diviene vice di Karel Zeman sulla panchina del Lavello, in Serie D.
Tra il 2022 ed il 2024, ha ricoperto il ruolo di vice nello staff tecnico degli Ħamrun Spartans, club della massima seria maltese. Nel giugno 2024 è stato ingaggiato come allenatore del Birkirkara, sempre nel campionato maltese.

## Statistiche

### Statistiche da allenatore
Statistiche aggiornate al 18 maggio 2025. In grassetto le competizioni vinte.
| Stagione        | Squadra         | Campionato      | Campionato | Campionato | Campionato | Campionato | Coppe nazionali | Coppe nazionali | Coppe nazionali | Coppe nazionali | Coppe nazionali | Coppe continentali | Coppe continentali | Coppe continentali | Coppe continentali | Coppe continentali | Altre coppe | Altre coppe | Altre coppe | Altre coppe | Altre coppe | Totale | Totale | Totale | Totale | % Vittorie | Piazzamento      |
| Stagione        | Squadra         | Comp            | G          | V          | N          | P          | Comp            | G               | V               | N               | P               | Comp               | G                  | V                  | N                  | P                  | Comp        | G           | V           | N           | P           | G      | V      | N      | P      | %          | Piazzamento      |
| --------------- | --------------- | --------------- | ---------- | ---------- | ---------- | ---------- | --------------- | --------------- | --------------- | --------------- | --------------- | ------------------ | ------------------ | ------------------ | ------------------ | ------------------ | ----------- | ----------- | ----------- | ----------- | ----------- | ------ | ------ | ------ | ------ | ---------- | ---------------- |
| nov. 2011-2012  | Città di Marino | D               | 23+2       | 15+1       | 3          | 5+1        | CI-D            | -               | -               | -               | -               | -                  | -                  | -                  | -                  | -                  | -           | -           | -           | -           | -           | 25     | 16     | 3      | 6      | 64,00      | Sub., 2º         |
| 2012-2013       | Rende           | Ecc.            | 30+3       | 20         | 6+1        | 4+2        | CI-Ecc.         | 5               | 3               | 0               | 2               | -                  | -                  | -                  | -                  | -                  | -           | -           | -           | -           | -           | 38     | 23     | 7      | 8      | 60,53      | Sub., 2º         |
| lug.-set. 2013  | Rende           | D               | 4          | 0          | 0          | 4          | CI-D            | 2               | 0               | 1               | 1               | -                  | -                  | -                  | -                  | -                  | -           | -           | -           | -           | -           | 6      | 0      | 1      | 5      | &0,00      | Eson.            |
| Totale Rende    | Totale Rende    | Totale Rende    | 37         | 20         | 7          | 10         |                 | 7               | 3               | 1               | 3               |                    | -                  | -                  | -                  | -                  |             | -           | -           | -           | -           | 44     | 23     | 8      | 13     | 52,27      |                  |
| dic. 2016-2017  | Cosenza         | LP              | 18+5       | 6+2        | 7+2        | 5+1        | CI+CI-LP        | -               | -               | -               | -               | -                  | -                  | -                  | -                  | -                  | -           | -           | -           | -           | -           | 23     | 8      | 9      | 6      | 34,78      | Sub., 7º         |
| lug. 2019       | Avezzano        | D               | -          | -          | -          | -          | CI-D            | -               | -               | -               | -               | -                  | -                  | -                  | -                  | -                  | -           | -           | -           | -           | -           | 0      | 0      | 0      | 0      | —          | Dimiss.          |
| gen.-giu. 2020  | San Luca        | Ecc.            | 7          | 5          | 2          | 0          | CI-Ecc.+CI-Dil. | 0+2             | 0+1             | 0+0             | 0+1             | -                  | -                  | -                  | -                  | -                  | -           | -           | -           | -           | -           | 9      | 6      | 2      | 1      | 66,67      | Sub., 1º (prom.) |
| ott. 2020-2021  | Ostia Mare      | D               | 30         | 8          | 14         | 8          | -               | -               | -               | -               | -               | -                  | -                  | -                  | -                  | -                  | -           | -           | -           | -           | -           | 30     | 8      | 14     | 8      | 26,67      | Sub., 13º        |
| 2024-2025       | Birkirkara      | PLM             | 34         | 17         | 8          | 9          | TM              | 5               | 4               | 0               | 1               | -                  | -                  | -                  | -                  | -                  | -           | -           | -           | -           | -           | 39     | 21     | 8      | 10     | 53,85      |                  |
| Totale carriera | Totale carriera | Totale carriera | 156        | 74         | 43         | 39         |                 | 14              | 8               | 1               | 5               |                    | -                  | -                  | -                  | -                  |             | -           | -           | -           | -           | 170    | 82     | 44     | 44     | 48,24      |                  |

## Palmarès

### Allenatore

#### Competizioni regionali
- Eccellenza: 1

San Luca: 2019-2020